# Livre égyptienne
Pour les articles homonymes, voir Livre et EGP.
La livre égyptienne (arabe égyptien : جنيه مصرى Genēh Maṣri [ɡeˈneː(h) ˈmɑsˤɾi] ; LE, £E, ainsi qu'EGP selon la norme ISO 4217) est la monnaie officielle de l'Égypte, bien qu'un grand nombre de monnaies, notamment le dollar américain, la livre sterling et l'euro, soient en circulation sur le territoire, une grande part de l'activité économique du pays étant liée au tourisme international.

## Historique
En 1834, sous Méhémet Ali, un décret-loi parlementaire prévoit la création d'une monnaie sur une base bimétallique. La livre égyptienne, contenant 7,476 g d'or pur, remplace alors comme devise comptable, le qirsh lequel était l'équivalent de la piastre ottomane. Le qirsh a néanmoins continué de circuler, équivalent au centième de la livre, soit 1⁄100, le qirsh étant lui-même divisé en quarante paras. En 1885, le para est supprimé et le qirsh divisé en dixièmes (arabe : عشرالقرش, oshr al-qirsh). Ces dixièmes de centièmes sont rebaptisés mallîm (« millièmes ») en 1916.
Le cours légal est fixé par la loi en ce qui concerne les transactions internationales. L’Égypte adoptant de facto l’étalon-or entre 1885 et 1914, avec le cours d'une livre pour 7,437 5 g d’or. Après la Première Guerre mondiale, la livre égyptienne est alignée sur la livre sterling au cours de 0,975 £E pour une livre sterling, cours qui restera en vigueur jusqu’en 1962, quelques années après la crise du canal de Suez, quand elle est légèrement dévaluée et alignée sur le dollar américain, au cours de 1 livre égyptienne pour 2,3 dollars. En 1973, avec la dévaluation du dollar et l'adoption du régime de changes flottants, le cours est actualisé à 2,555 55 dollars. En 1978, la livre est dévaluée et vaut 1,43 dollar. Elle abandonne, en 1989, le régime d'alignement sur le dollar américain et vaut désormais 0,10 $.
La Banque nationale d'Égypte a émis les premiers billets le 3 avril 1899. En 1961, la Banque nationale d'Égypte est nationalisée et une nouvelle banque centrale est fondée. Les billets représentent en général des monuments de l'Égypte antique sur la face en anglais et des mosquées sur la face en arabe. Les monuments coptes ne sont pas représentés.
Celle-ci a annoncé en novembre 2016, son intention de laisser flotter la livre égyptienne.
Le 6 mars 2024, après avoir bloqué le taux de la livre depuis plus d'un an, la Banque centrale donne le feu vert aux banques pour acheter et vendre au prix qui leur convenait. À la fermeture, le taux officiel rejoint alors celui du marché noir, passant de 31 livres à pratiquement 50 livres pour un dollar. Avec une inflation ayant atteint près de 40 % les mois précédents, le taux  avait atteint un record jusqu'à 70 livres pour un dollar au marché noir plus tôt en 2024, avant de redescendre brusquement aux alentours du nouveau taux officiel avec l'injection fin février 2024 par les Émirats arabes unis de 35 milliards d'investissements et de dépôts dans l'économie égyptienne.